# فيتور غابرييل
فيتور غابرييل (بالبرتغالية: Vitor Gabriel‏) هو لاعب كرة قدم برازيلي في مركز الهجوم، ولد في 20 يناير 2000 في ريو دي جانيرو في البرازيل. لعب مع نادي فلامنغو.